# Laskowo (województwo zachodniopomorskie)
Laskowo (nazwa przejściowa – Łączków) – wieś w Polsce położona w województwie zachodniopomorskim, w powiecie pyrzyckim, w gminie Przelewice.

## Historia
W latach 1975–1998 miejscowość administracyjnie należała do województwa szczecińskiego.

## Zabytki
W centrum wsi znajduje się zabytkowy pałac wzniesiony na początku drugiej połowy XIX w. w stylu neorenesansowym. Pałac otoczony jest romantycznym parkiem założonym ok. 1850 r. W parku zachowały się dwie aleje (lipowa i kasztanowa) oraz kilka ciekawych egzemplarzy drzew egzotycznych (m.in. miłorząb dwuklapowy i platan klonolistny).
W pobliżu – wczesnogotycki kościół z XIII w. pw. Najświętszego Serca Pana Jezusa. Świątynia, wykonana z 16 rzędów ciosów granitowych, zachowała niemal bez zmian swój pierwotny wygląd (z wyjątkiem przebudowanego portalu zachodniego i dobudowanej w XIX w. drewnianej wieży z dwuspadowym dachem). Nawa główna nakryta barokowym stropem, wewnątrz wartościowe wyposażenie:
- późnobarokowy ołtarz, pierwotnie ambonowy. W 1918 r. (lub po drugiej wojnie światowej) ambonę oddzielono od ołtarza, wstawiając w jej miejsce obraz z wizerunkiem Chrystusa.
- ambona (obecnie usytuowana przy ścianie południowej kościoła)
- granitowa chrzcielnica z XIII–XIV w.
- bramka (XIV/XV w.) w murze okalającym dawny cmentarz przykościelny

## Galeria

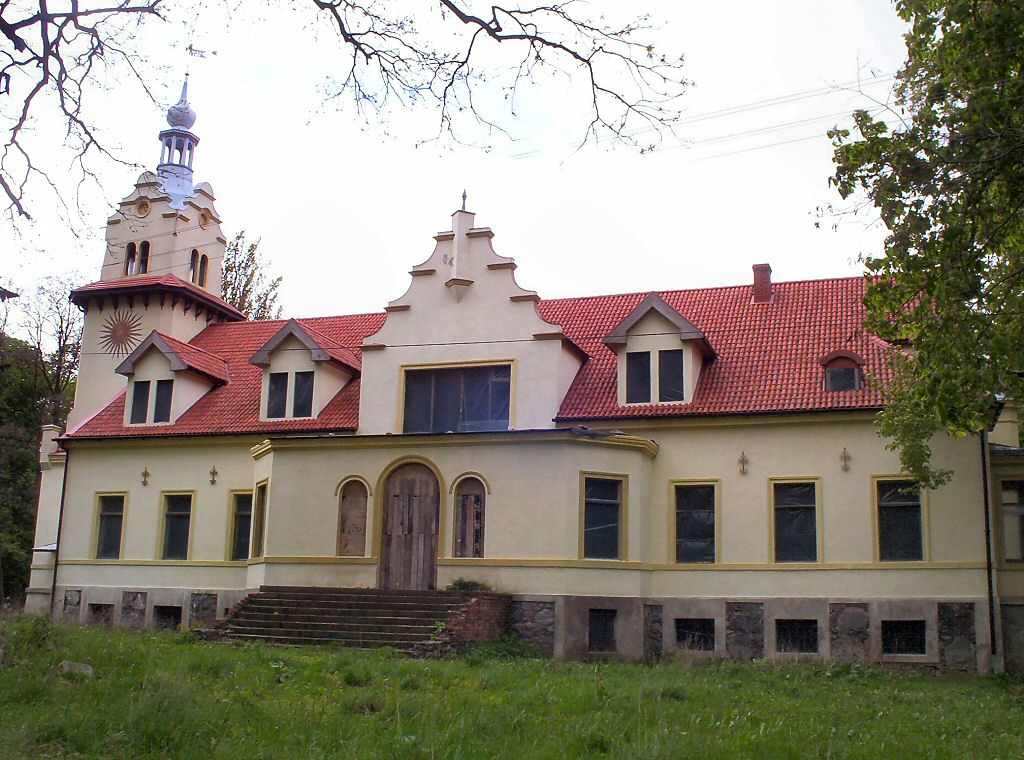
Pałac
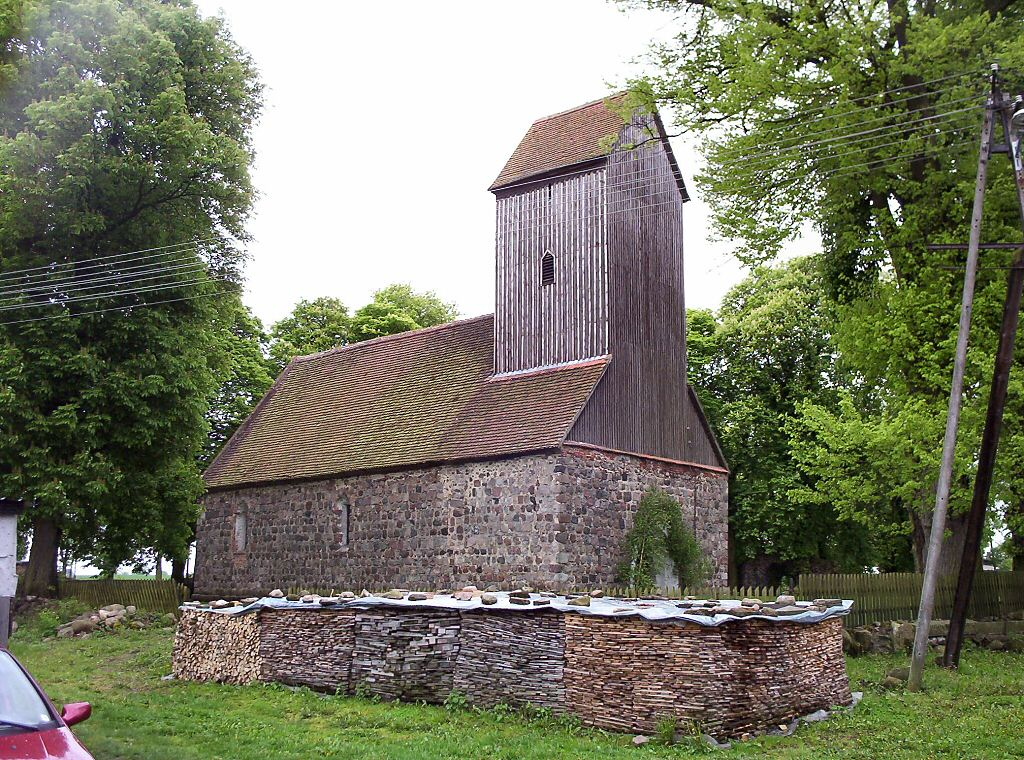
Kościół
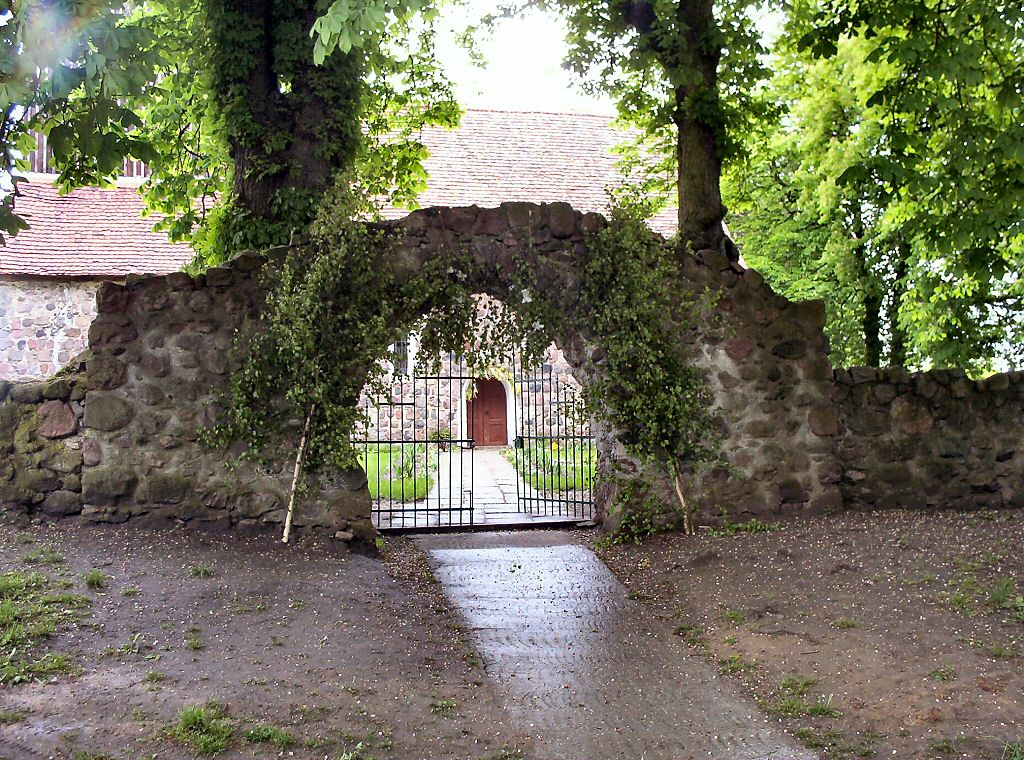
Bramka cmentarna